# تیم ملی هندبال رومانی
تیم ملی هندبال رومانی یک تیم هندبال است که تحت نظارت فدراسیون هندبال رومانی می‌باشد و نماینده رومانی در مسابقات بین‌المللی است. این تیم تاکنون چهار بار قهرمان جهان و یک بار نایب قهرمان المپیک شده‌است.

## نتایج در مسابقات بین‌المللی
تیم ملی هندبال رومانی در دهه‌های ۱۹۶۰ و ۱۹۷۰ میلادی جزء قدرت‌های برتر هندبال جهان بود. این تیم در این دو دهه، دو قهرمانی جهان (۱۹۶۱ و ۱۹۶۴)، سپس یک مقام سومی (۱۹۶۷) و دوباره دو مقام قهرمانی (۱۹۷۰ و ۱۹۷۴) را به دست آورد. هم‌چنین موفق به کسب متوالی چهار مدال المپیک (برنز ۱۹۷۲، نقره ۱۹۷۶ و برنز ۱۹۸۰ و ۱۹۸۴) شد. پس از این دوره طلایی، تیم ملی هندبال رومانی از سطح اول هندبال جهان خارج شد، به گونه‌ای که پس از کسب مقام سوم در مسابقات قهرمانی جهان در سال ۱۹۹۰ هیچ مدالی در مسابقات بین‌المللی به دست نیاورده‌است. افزون بر این، این تیم پس از المپیک بارسلونا (۱۹۹۲) پنج دوره متوالی از کسب سهمیه المپیک بازماند و پس از قهرمانی جهان ۱۹۹۵، تنها در دو دوره از ده دوره برگزار شده، حضور داشت.

## خلاصه نتایج
قهرمان      نایب قهرمان      مکان سوم      مکان چهارم

### بازی‌های المپیک
| بازی                       | مرحله         | رتبه       | بازی       | برد        | تساوی      | باخت       | گل زده     | گل خورده   | تفاضل      |
| -------------------------- | ------------- | ---------- | ---------- | ---------- | ---------- | ---------- | ---------- | ---------- | ---------- |
| برلین ۱۹۳۶                 | مرحله مقدماتی | ۵          | ۳          | ۱          | ۰          | ۲          | ۱۹         | ۲۹         | ۱۰–        |
| از ۱۹۴۰ تا ۱۹۶۸ برگزار نشد |               |            |            |            |            |            |            |            |            |
| مونیخ ۱۹۷۲                 | نیمه‌نهایی     | ۳          | ۷          | ۶          | ۰          | ۱          | ۱۱۱        | ۹۲         | ۱۹+        |
| مونترال ۱۹۷۶               | نایب قهرمان   | ۲          | ۵          | ۳          | ۱          | ۱          | ۱۰۶        | ۹۰         | ۱۶+        |
| مسکو ۱۹۸۰                  | نیمه‌نهایی     | ۳          | ۶          | ۵          | ۰          | ۱          | ۱۳۹        | ۱۰۶        | ۳۳+        |
| لوس‌آنجلس ۱۹۸۴              | نیمه‌نهایی     | ۳          | ۶          | ۵          | ۰          | ۱          | ۱۴۳        | ۱۱۰        | ۳۳+        |
| سئول ۱۹۸۸                  | انتخاب نشد    | انتخاب نشد | انتخاب نشد | انتخاب نشد | انتخاب نشد | انتخاب نشد | انتخاب نشد | انتخاب نشد | انتخاب نشد |
| بارسلونا ۱۹۹۲              | مرحله حذفی    | ۸          | ۶          | ۱          | ۱          | ۴          | ۱۲۶        | ۱۳۸        | ۱۲–        |
| آتلانتا ۱۹۹۶               | انتخاب نشد    | انتخاب نشد | انتخاب نشد | انتخاب نشد | انتخاب نشد | انتخاب نشد | انتخاب نشد | انتخاب نشد | انتخاب نشد |
| سیدنی ۲۰۰۰                 | انتخاب نشد    | انتخاب نشد | انتخاب نشد | انتخاب نشد | انتخاب نشد | انتخاب نشد | انتخاب نشد | انتخاب نشد | انتخاب نشد |
| آتن ۲۰۰۴                   | انتخاب نشد    | انتخاب نشد | انتخاب نشد | انتخاب نشد | انتخاب نشد | انتخاب نشد | انتخاب نشد | انتخاب نشد | انتخاب نشد |
| پکن ۲۰۰۸                   | انتخاب نشد    | انتخاب نشد | انتخاب نشد | انتخاب نشد | انتخاب نشد | انتخاب نشد | انتخاب نشد | انتخاب نشد | انتخاب نشد |
| لندن ۲۰۱۲                  | انتخاب نشد    | انتخاب نشد | انتخاب نشد | انتخاب نشد | انتخاب نشد | انتخاب نشد | انتخاب نشد | انتخاب نشد | انتخاب نشد |
| ریو دو ژانیرو ۲۰۱۶         | انتخاب نشد    | انتخاب نشد | انتخاب نشد | انتخاب نشد | انتخاب نشد | انتخاب نشد | انتخاب نشد | انتخاب نشد | انتخاب نشد |
| مجموع                      | ۶/۱۲          | ۰ قهرمانی  | ۳۳         | ۲۱         | ۲          | ۱۰         | ۶۴۴        | ۵۶۵        | ۷۹+        |

منبع: 

### قهرمانی جهان
| سال             | مرحله         | رتبه       | بازی       | برد        | تساوی*     | باخت       | گل زده     | گل خورده   |
| --------------- | ------------- | ---------- | ---------- | ---------- | ---------- | ---------- | ---------- | ---------- |
| آلمان ۱۹۳۸      | حاضر نشد      | حاضر نشد   | حاضر نشد   | حاضر نشد   | حاضر نشد   | حاضر نشد   | حاضر نشد   | حاضر نشد   |
| سوئد ۱۹۵۴       | حاضر نشد      | حاضر نشد   | حاضر نشد   | حاضر نشد   | حاضر نشد   | حاضر نشد   | حاضر نشد   | حاضر نشد   |
| آلمان شرقی ۱۹۵۸ | مرحله مقدماتی | ۱۳         | ۳          | ۰          | ۱          | ۲          | ۴۰         | ۵۰         |
| آلمان غربی ۱۹۶۱ | قهرمان        |            | ۶          | ۵          | ۰          | ۱          | ۸۹         | ۶۷         |
| چکسلواکی ۱۹۶۴   | قهرمان        |            | ۶          | ۶          | ۰          | ۰          | ۱۳۶        | ۸۸         |
| سوئد ۱۹۶۷       | نیمه‌نهایی     |            | ۶          | ۴          | ۱          | ۱          | ۱۱۴        | ۸۸         |
| فرانسه ۱۹۷۰     | قهرمان        |            | ۶          | ۵          | ۰          | ۱          | ۹۴         | ۶۸         |
| آلمان شرقی ۱۹۷۴ | قهرمان        |            | ۶          | ۵          | ۰          | ۱          | ۱۱۱        | ۸۱         |
| دانمارک ۱۹۷۸    | مرحله دوم     | ۷          | ۶          | ۳          | ۱          | ۲          | ۱۳۱        | ۱۰۶        |
| آلمان غربی ۱۹۸۲ | مرحله دوم     | ۵          | ۷          | ۵          | ۰          | ۲          | ۱۶۴        | ۱۵۲        |
| سوئیس ۱۹۸۶      | مرحله دوم     | ۹          | ۷          | ۳          | ۰          | ۴          | ۱۴۶        | ۱۴۷        |
| چکسلواکی ۱۹۹۰   | نیمه‌نهایی     |            | ۷          | ۶          | ۰          | ۱          | ۱۶۸        | ۱۴۲        |
| سوئد ۱۹۹۳       | مرحله دوم     | ۱۰         | ۷          | ۲          | ۱          | ۴          | ۱۴۳        | ۱۵۲        |
| ایسلند ۱۹۹۵     | یک‌هشتم نهایی  | ۱۰         | ۶          | ۳          | ۰          | ۳          | ۱۴۷        | ۱۵۲        |
| ژاپن ۱۹۹۷       | انتخاب نشد    | انتخاب نشد | انتخاب نشد | انتخاب نشد | انتخاب نشد | انتخاب نشد | انتخاب نشد | انتخاب نشد |
| مصر ۱۹۹۹        | انتخاب نشد    | انتخاب نشد | انتخاب نشد | انتخاب نشد | انتخاب نشد | انتخاب نشد | انتخاب نشد | انتخاب نشد |
| فرانسه ۲۰۰۱     | انتخاب نشد    | انتخاب نشد | انتخاب نشد | انتخاب نشد | انتخاب نشد | انتخاب نشد | انتخاب نشد | انتخاب نشد |
| پرتغال ۲۰۰۳     | انتخاب نشد    | انتخاب نشد | انتخاب نشد | انتخاب نشد | انتخاب نشد | انتخاب نشد | انتخاب نشد | انتخاب نشد |
| تونس ۲۰۰۵       | انتخاب نشد    | انتخاب نشد | انتخاب نشد | انتخاب نشد | انتخاب نشد | انتخاب نشد | انتخاب نشد | انتخاب نشد |
| آلمان ۲۰۰۷      | انتخاب نشد    | انتخاب نشد | انتخاب نشد | انتخاب نشد | انتخاب نشد | انتخاب نشد | انتخاب نشد | انتخاب نشد |
| کرواسی ۲۰۰۹     | مرحله مقدماتی | ۱۵         | ۹          | ۵          | ۰          | ۴          | ۲۸۸        | ۲۶۸        |
| سوئد ۲۰۱۱       | مرحله مقدماتی | ۱۹         | ۷          | ۳          | ۰          | ۴          | ۱۹۵        | ۱۹۰        |
| اسپانیا ۲۰۱۳    | انتخاب نشد    | انتخاب نشد | انتخاب نشد | انتخاب نشد | انتخاب نشد | انتخاب نشد | انتخاب نشد | انتخاب نشد |
| قطر ۲۰۱۵        | انتخاب نشد    | انتخاب نشد | انتخاب نشد | انتخاب نشد | انتخاب نشد | انتخاب نشد | انتخاب نشد | انتخاب نشد |
| فرانسه ۲۰۱۷     | انتخاب نشد    | انتخاب نشد | انتخاب نشد | انتخاب نشد | انتخاب نشد | انتخاب نشد | انتخاب نشد | انتخاب نشد |
| مجموع           | ۱۴/۲۴         | ۴ عنوان    | ۸۹         | ۵۵         | ۴*         | ۳۰         | ۱٬۹۶۶      | ۱٬۷۵۱      |

*بازی‌های که به ضربات پنالتی رسیده، به عنوان تساوی در نظر گرفته می‌شود.
- منبع: [۱]